# Ионин, Владимир Семёнович
Владимир Семёнович Ионин (1838—1886) — русский дипломат. Брат А. С. Ионина.

## Биография
Родился в дворянской семье 23 июня (5 июля) 1838 года в деревне Варваровке Бобровского уезда Воронежской губернии.
По окончании курса сначала в Лазаревском институте восточных языков, а затем в учебном отделении восточных языков при Азиатском департаменте, начал в 1859 году службу в Министерстве иностранных дел Российской империи; был послан студентом миссии в Константинополь; в 1860 году был назначен секретарём консульства в Мостаре, в 1865 году драгоманом генерального консульства в Белграде; через год был прикомандирован к Азиатскому департаменту.
В Мостаре у него зародилась мысль о необходимости пропагандировать освобождение славян и он стремился принять в этом деле более живое участие. В 1867 году получил назначение секретарём консульства в Рагузе. Но страстность, порывистость в вопросах, касавшихся славян, которую он всегда выказывал, не соответствовала тогдашним политическим обстоятельствам, не вязалась с его официальным положением и в сентябре того же 1867 года он был перемещён в Бейрут в звании секретаря и драгомана генерального консульства. В 1869 году был назначен консулом в Дамаск, в 1871 году возвратился в Петербург, сверхштатным чиновником Азиатского департамента, а 18 января 1872 году вышел в отставку с пенсией. Уже в мае 1872 года поступил в службу в Департамент таможенных сборов министерства финансов.
Когда началось Боснийско-герцеговинское восстание В. С. Ионин в сентябре 1875 года оставил службу и уехал на Балканы. В 1876 году он был председателем болгарского революционного комитета в Бухаресте; 20 июля 1876 года вместе с Енчевым  (болг.)[уточнить] он получил от командующего моравской армией М. Г. Черняева предписание сформировать в Заечаре отряд болгарских добровольцев для вторжения в Болгарию; впоследствии подготовленные им добровольцы вошли в состав отряда генерала Н. Г. Столетова. За свои труды по болгарскому ополчению Ионин в 1879 году получил благодарственное письмо от митрополита Анфима, председателя Народного собрания в Тырнове.
В 1877 году, 29 сентября, был избран председателем боснийского народного временного правительства. Но вскоре он должен был бежать от своих противников; спасаясь, он выскочил из окна верхнего этажа и сломал себе ногу.
Последние годы жил в Петербурге, но до самой смерти продолжал сношения с босняками и герцеговинцами, которые в тяжёлые минуты постоянно обращались к нему. По их просьбе 18 мая 1880 года он написал письмо Гладстону относительно жестокостей австрийских войск в Боснии и Герцеговине.
Умер от паралича сердца 15 (27) декабря 1886 года. Похоронен на Никольском кладбище Александро-Невской лавры. 